# Reina Inhyeon
La reina Inhyeon del clan Yeoheung Min (Hangul: 인현왕후 민씨, Hanja: 仁顯王后 閔氏; 15 de maig de 1667 - 16 de setembre de 1701) va ser la segona esposa i reina consort de Yi Sun, el rei Sukong. Va ser reina de Joseon des de 1681 fins a la seva deposició el 1688, i des de la seva reincorporació el 1694 fins a la seva mort el 1701. És una de les reines coreanes més conegudes i la seva vida ha estat retratada en molts drames històrics.

## Biografia
Nascuda al clan Yeoheung Min, la futura reina era la segona filla de Min Yu-jung (민유중 閔維重) (1630–1687), que tenía el títol de príncep intern Yeoyang (여양부원군, Yeoyang Buwongun), i la seva segona esposa, la princesa consort Eunseong del clan Eunjin Song (은성부부인, Eunseong Bubuin).
Es va casar amb el rei Sukjong el 1681 a l'edat de 14 anys i es va convertir en la seva segona reina consort. Quan la concubina de Sukjong, que pertanyia a la facció del sud (Nam-in), So-ui Jang Ok-jeong, va donar a llum un fill, Yi Yun el 1688, va crear una sagnant disputa anomenada Gisa Hwanguk (기사환국). Durant aquest temps, Sukjong va voler donar a aquest fill major (titulat el wonja, literalment el "Primer Fill") el títol de "príncep hereu" i va voler promocionar Jang Ok-jeong de So-ui a Hui-bin.
A aquesta acció es va oposar la facció dels occidentals (Seoin), que va donar suport a la reina liderada per Song Si-yeol, i això va ser recolzat per la facció Nam-in, que va donar suport a Jang Ok-jeong.
El rei va impulsar un compromís en el qual la reina adoptaria a Yi Yun com el seu fill, però aquesta es va negar a fer-ho. Sukjong es va enfadar amb l'oposició i molts van ser assassinats, inclòs Song Si-yeol. Molta gent, inclosa la família de la reina, es va veure obligada a exiliar-se. La mateixa reina va ser deposada el 1688, mentre que Jang Ok-jeong va ser elevada de so-ui a hui-bin, i després nomenada reina consort.
La facció de Seoin es va dividir en la facció Noron (Escola Antiga) i la facció Soron (Escola Nova). Mentrestant, Kim Chun-taek, que era membre de la facció Noron i Han Jung-hyuk de la facció Soron, van organitzar una campanya per restablir la reina deposada. El 1693, la nova favorita de Sukjong, una criada de palau del clan Haeju Choi, va ser elevada oficialment com a concubina reial amb el rang Suk-won. Choi Suk-won (més tard Choi Suk-bin), va ser obertament partidaria de la reina deposada Min i va animar el rei a reincorporar-la a la seva posició original com a reina.
Més tard, Sukjong va sentir mala consciència per les seves accions temperamentals durant el Gisa Hwanguk. També es va disgustar per la cobdícia de la facció Nam-in i la sempre poderosa família Jang. Pel que fa al govern, l'intent de Nam-in de purgar Seoin, encarregat de conspirar per restablir la reina deposada, va resultar contraproduent.
El rei va expulsar Jang Hui-jae, el germà gran de Jang Ok-jeong, i els líders del partit Nam-in. El 1694, va degradar oficialment a Jang Ok-jeong al seu antic càrrec, Hui-bin, i va reincorporar a la reina deposada com a reina consort i la va portar de nou al palau. Aquest incident es diu Gapsul Hwanguk (갑술환국). La facció Nam-in mai no es recuperaria políticament d'aquesta purga.
El 1701, als 34 anys, la reina va morir d'una malaltia desconeguda. Algunes fonts diuen que hauria estat enverinada. Va ser honrada pòstumament com a reina Inhyeon.
S'ha dit que Sukjong, mentre estava de dol per Inhyeon, va somiar amb ella amb un vestit de sobok mullat de sang. Sukjong va preguntar a Inhyeon com va morir, però Inhyeon no va dir res, sinó que va assenyalar la direcció de les cambres de Jang Hui-bin. Sukjong es va despertar i després va entrar a aquelles cambres. Mentre s'acostava, va sentir música i sons de rialles. Guaitant, va veure Jang Hui-bin amb xamans, resant per la mort de la reina mentre colpejava una figureta amb fletxes. En veure això, Jang Hui-bin va ser executada per haver enverinat Inhyeon.
Una de les dames de companyia de la reina Inhyeon va escriure un llibre anomenat Inhyeon wanghu jeon (Hangul: 인현왕후전, Hanja: 仁顯王后傳, Història de la reina Inhyeon), que s'ha conservat fins avui dia.

## Títols
- 15 de maig de 1667 - 2 de maig de 1681 : Lady Min, filla de Min Yu-jung del clan Yeoheung Min
- 2 de maig de 1681 - 5 de març de 1688 : Sa Altesa Reial, la Reina Consort de Joseon (왕비; 王妃)
- 5 de març de 1688 - 1 de juny de 1694 : Reina destituïda Min (폐비 민씨; 廢妃 閔氏)
- 1 de juny de 1694 - 16 de setembre de 1701 : Sa Altesa Reial, la Reina Consort de Joseon (왕비; 王妃)
- Títol pòstum : Reina Inhyeon (인현왕후; 仁顯王后)

## Nom pòstum complet
- Hyogyeong Sukseong Jangsun Wonhwa Uiyeol Jeongmok Inhyeon Wanghu
- 효경숙성장순원화의열정목인현왕후
- 孝敬淑聖莊純元化懿烈貞穆仁顯王后

## En la cultura popular

### Drama
- Interpretada per Jo Mi-ryeong a la pel·lícula de 1961 Jang Hui Bin.
- Interpretada per Tae Hyun-sil a la pel·lícula de 1968 Femme Fatale, Jang Hee-bin.[8]
- Interpretada per Kim Min-jeong a la pel·lícula de 1971 Jang Hee Bin.
- Interpretada per Lee Hye-sook a la sèrie de televisió de MBC de 1981 Women of History: Jang Hee Bin.
- Interpretada per Park Sun-ae a la sèrie de televisió de MBC de 1988 500 Years of Joseon: Queen Inhyeon
- Interpretada per Kim Won-hee a la sèrie de televisió de SBS de 1995 Jang Hee Bin.
- Interpretada per Park Sun-young a la sèrie de televisió de KBS Jang Hee Bin del 2002-2003.
- Interpretada per Park Ha-sun a la sèrie de televisió de MBC del 2010 Dong Yi .
- Interpretada per Kim Hae-in a la sèrie de televisió de tvN del 2012 Queen and I.
- Interpretada per Hong Soo-hyun a la sèrie de televisió de SBS del 2013 Jang Ok-jung, Living by Love .
- Interpretada per Lee Hyun-ji a la sèrie de televisió de MBC Every 1 del 2015 Webtoon Hero Toondra Show